# 100 marek polskich 1922 Józef Piłsudski

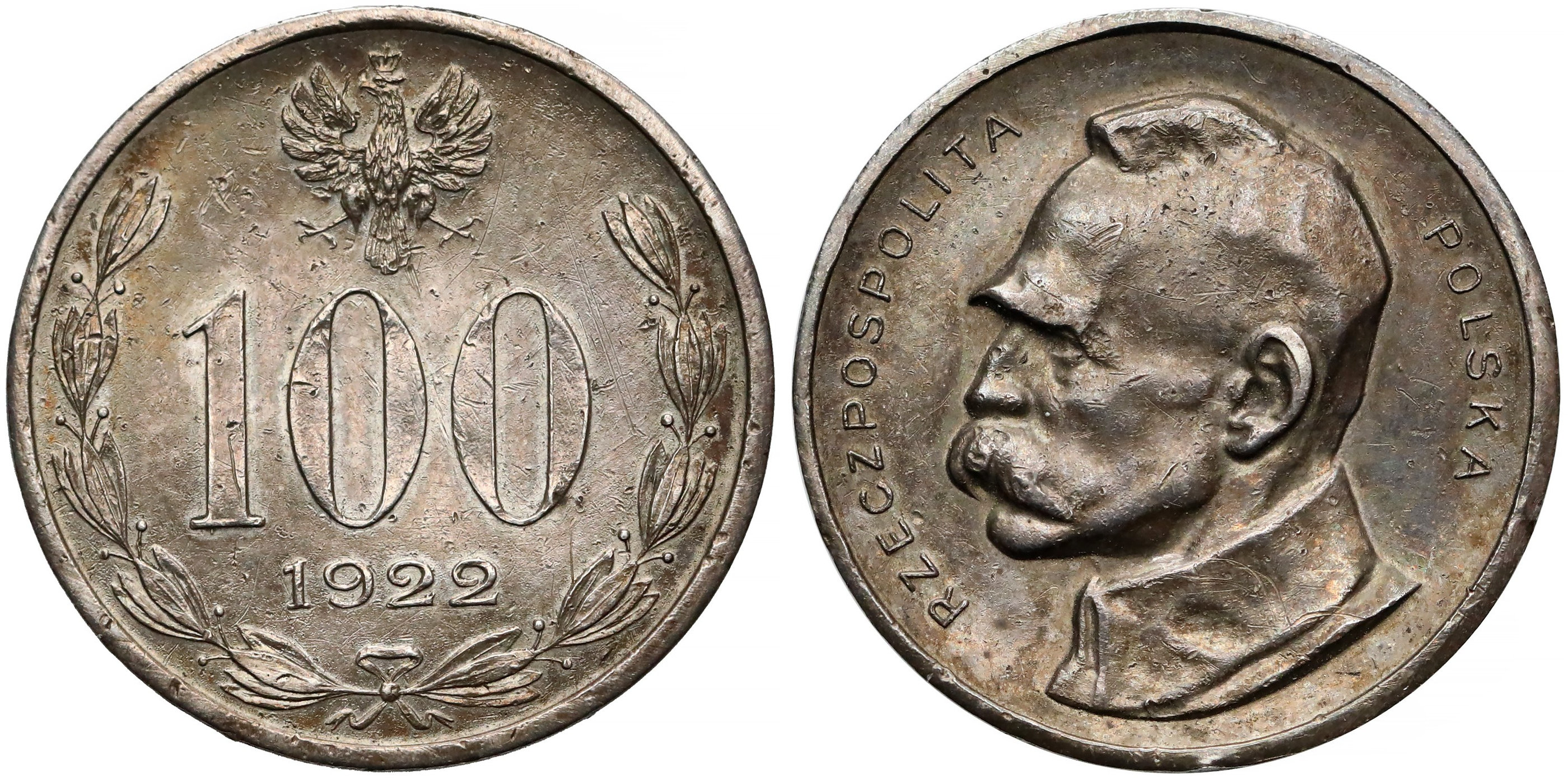
Odmiana w srebrze

100 marek polskich 1922 Józef Piłsudski – próbna moneta okresu markowego II Rzeczypospolitej, na awersie której umieszczono nominał 100 bez nazwy jednostki monetarnej – marek polskich.
Projektantem był Władysław Wasiewicz. Na monecie nie ma umieszczonego znaku mennicy ani napisu „PRÓBA”.

## Awers
Na tej stronie u góry znajduje się godło – mały orzełek w koronie, pod nim cyfry „100”, poniżej rok „1922”, dookoła wieniec laurowy.

## Rewers
Na tej stronie umieszczono lewy profil Józefa Piłsudskiego, z lewej strony napis „RZECZPOSPOLITA”, z prawej „POLSKA”.

## Opis
100-markówka była pierwszą monetą wybitą przez organizowaną od 1922 r. mennicę, w jej początkowej siedzibie przy ul. Złotej 37 w Warszawie, w której zajmowane były na cele działalności monetarnej dwie izby z pomieszczeń Głównego Urzędu Probierczego.
Monetę wybito na krążku o średnicy 26 mm, z rantem gładkim, w:
- brązie (masa 8,85–9,15 grama, nakład 100 sztuk),
- miedzi (masa 8,8–11,9 grama, nakład 60 sztuk),
- srebrze (masa 8,3–9,15 grama, nakład 50 sztuk),
- mosiądzu (masa 6,2–6,6 grama, nakład 10 sztuk),
- cynie (masa 4,6 grama, nakład 4 sztuki),
- złocie (masa 13,4 grama, nakład 3 sztuki).

Pod koniec drugiego dziesięciolecia XXI w. ze znanych monet II Rzeczypospolitej jest to:
- jedna z dwóch monet okresu marki polskiej, obok 50 marek polskich 1923, jednocześnie jedna z dwóch monet próbnych denominowanych w markach,
- jedyna moneta z datą 1922,
- jedna z czterech próbnych monet bez nazwy jednostki monetarnej, obok:
  - 50 marek polskich 1923[6],
  - 50 złotych 1924 Klęczący rycerz[7],
  - 5 złotych 1930 Wizyta w Brukseli[8].

## Odmiany

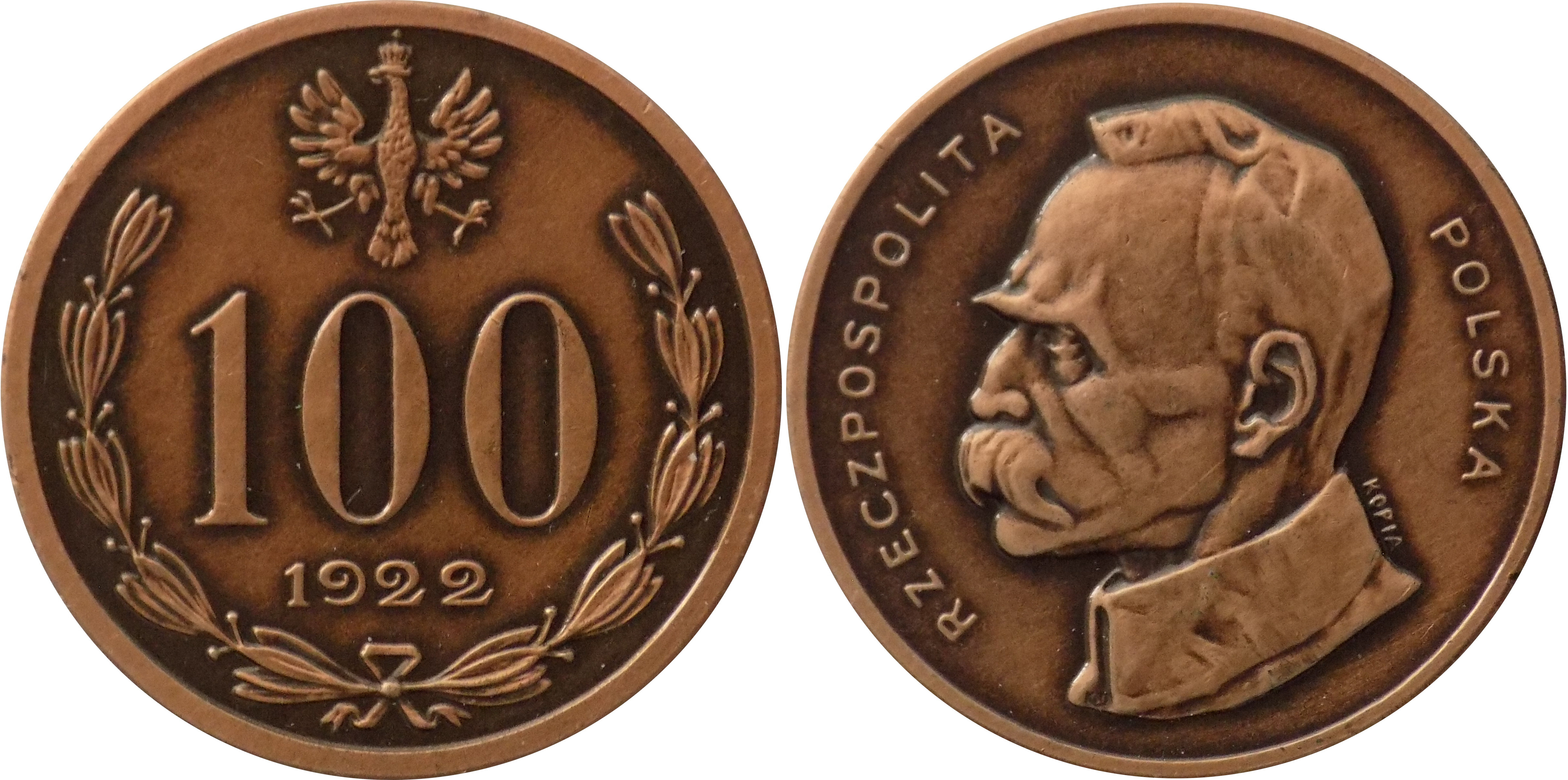
XXI w. replika

Istnieją również odmiany w złocie z wklęsłym napisem PRÓBA o nieznanym nakładzie.